# (1036) Ganymed
(1036) Ganymed – planetoida z grupy Amora, należąca do obiektów bliskich Ziemi (NEO).

## Odkrycie i nazwa
Została odkryta 23 października 1924 roku w Hamburg-Bergedorf Observatory w Bergedorfie przez Waltera Baade. Nazwa planetoidy pochodzi od Ganimedesa, księcia trojańskiego w mitologii greckiej. Przed jej nadaniem planetoida nosiła oznaczenie tymczasowe (1036) 1924 TD. Ganymed (Ganimedes) to również nazwa jednego z księżyców Jowisza.

## Orbita
(1036) Ganymed okrąża Słońce w ciągu 4 lat i 128 dni w średniej odległości 2,66 au.